# Iryna Pamialova
Iryna Pamialova, född den 5 april 1990 i Minsk, Vitryssland, är en vitrysk kanotist.
Hon tog OS-brons i K4 500 meter i samband med de olympiska kanottävlingarna 2012 i London.